# Éric Cayla
Pour les articles homonymes, voir Cayla.
Eric Cayla est un directeur de la photographie québécois.

## Filmographie
- 1980 : Un enfant loin d'ici
- 1986 : "Rock et belles oreilles" (1986) TV Series
- 1988 : Necromancer
- 1988 : Le Monde selon Croc (feuilleton TV)
- 1989 : Zzang toumb toumb (TV)
- 1990 : Le Petit cheval (TV)
- 1990 : Pas de répit pour Mélanie
- 1990 : La Nuit du visiteur
- 1990 : Babylone
- 1991 : Nénette
- 1991 : Montréal vu par…
- 1992 : Un amour aveugle (TV)
- 1992 : Tirelire, combines et cie
- 1992 : Modulations de fréquence
- 1993 : Le Sexe des étoiles
- 1993 : Cap Tourmente
- 1994 : Le Secret de Jérôme
- 1996 : Le Cri de la nuit
- 1996 : Chercheurs d'or (feuilleton TV)
- 1996 : Karmina
- 1997 : Drowning in Dreams
- 1997 : J'en suis !
- 1997 : Matusalem II : le dernier des Beauchesne
- 1998 : L'Histoire de l'Oie (TV)
- 1999 : Babel
- 1999 : Chantage sans issue (36 Hours to Die) (TV)
- 2000 : La Vie après l'amour
- 2000 : The Hound of the Baskervilles (TV)
- 2001 : Le Signe des 4 (The Sign of Four) (TV)
- 2001 : Hysteria: The Def Leppard Story (TV)
- 2002 : Just a Walk in the Park (TV)
- 2002 : The Bay of Love and Sorrows
- 2002 : The Baroness and the Pig
- 2002 : Le Marais
- 2002 : Silent Night (TV)
- 2003 : La Loi d'une mère (Defending Our Kids: The Julie Posey Story) (TV)
- 2004 : La Peau blanche
- 2004 : Le Gant
- 2005 : Idole instantanée
- 2005 : Selling Innocence (TV)
- 2006 : One Dead Indian (TV)